# Disimpegno
Disimpegno (Disengagement) è un film del 2007 diretto da Amos Gitai.
Il film, di co-produzione francese, tedesca, israeliana ed italiana, affronta lo sgombero dei coloni israeliani dalla Striscia di Gaza nell'agosto del 2005, iniziato quando il primo ministro Ariel Sharon invitò i giornalisti di tutto il mondo a documentare l'evento con lo scopo di pubblicizzare la bontà di uno stato che vuole la pace. Amos Gitai riprese scene disperate, di panico e distruzione, con i soldati che portano via di peso i loro connazionali in preghiera.
Il film è stato presentato nella sezione "Fuori concorso" della 64ª Mostra internazionale d'arte cinematografica di Venezia del 2007, nonché al Toronto International Film Festival dello stesso anno.

## Trama
A seguito della morte di suo padre, Ana (interpretata da Juliette Binoche) e il suo fratello adottivo Uli (interpretato da Liron Levo) si incontrano ad Avignone. Il padre di Ana ha disposto nel suo testamento che lei non possa accedere all'eredità finché non avrà ritrovato la figlia che aveva abbandonato quando era adolescente. La sua ricerca la condurrà a Gaza durante il piano di disimpegno unilaterale israeliano del 2005, in un clima di incertezze e di pericoli.